# Marigny-sur-Yonne
Marigny-sur-Yonne este o comună în departamentul Nièvre din centrul Franței. În 2009 avea o populație de 207 de locuitori.

## Evoluția populației
| An        | 1975 | 1982 | 1990 | 1999 | 2006 | 2009 |
| --------- | ---- | ---- | ---- | ---- | ---- | ---- |
| Populație | 274  | 226  | 193  | 198  | 202  | 207  |